# Holohalaelurus favus
Holohalaelurus favus är en hajart som beskrevs av Human 2006. Holohalaelurus favus ingår i släktet Holohalaelurus och familjen rödhajar. IUCN kategoriserar arten globalt som starkt hotad. Inga underarter finns listade i Catalogue of Life.